# Incidente del KC-135 del 1991
Il 6 febbraio 1991, un aereo militare americano Boeing KC-135, operante come Volo WHALE05 dell'aeronautica americana, decollò dall'Aeroporto King Abdulaziz, in Arabia Saudita, mentre era in rotta per una missione di rifornimento durante la Guerra del Golfo. Tuttavia, poco dopo, perde i motori 1 e 2 mentre sorvolava il deserto dell'Arabia Saudita e per contrastare la discesa dell'aereo, il capitano inizia a rilasciare carburante dall'aereo. Durante l'atterraggio a Jeddah, a causa del danneggiamento dei motori e dell'impianto idraulico, gran parte della discesa è avvenuta in modalità manuale, l'esperienza del capitano è stata fondamentale per l'avvicinamento dell'aereo nello stato in cui si trovava. Poiché l'aereo non aveva più gli inversori di spinta dei motori 1 e 2, ha oltrepassato la pista; infine, le quattro persone a bordo sono atterrate sane e salve all'Aeroporto Abdulaziz.

## L'equipaggio
L'equipaggio era composto da:
- Capitano tenente colonnello Kevin Sweeney
- Greg Mermis
- Steve Stucky
- Jay Selanders

## L'aereo

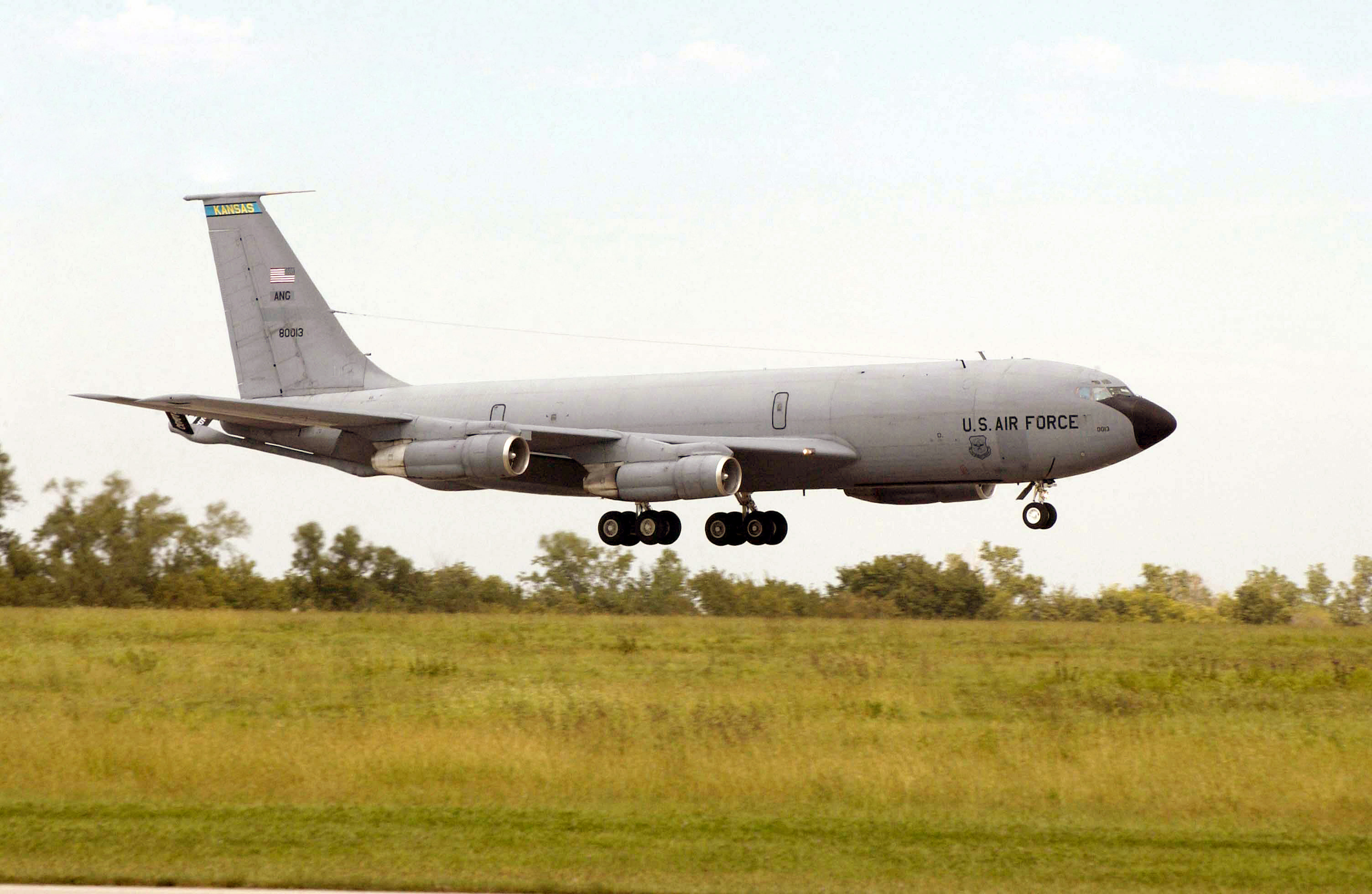
L'aereo coinvolto nell'incidente, fotografato nel 2004

L'aereo coinvolto era un Boeing KC-135E, fu prodotto nel 1959 con il numero di serie 17758 ed effettuò il suo primo volo il 19 febbraio dello stesso anno.

### L'incidente
Il decollo di WHALE05 era previsto da Jeddah alle 17:24 ora locale e la salita a 25.000 piedi (7.600 m) per il rifornimento in volo. Un altro KC-135 decollò più o meno nello stesso momento e avrebbe dovuto percorrere la stessa rotta. Il copilota era responsabile delle manovre e salì all'altitudine prevista di 25.000 piedi (7.600 m). Dopo la salita, è stato spostato in volo livellato dal pilota automatico e si trovava a circa 1 miglio nautico dall'altro KC-135 che volava davanti a sé. Circa 45 minuti dopo il decollo, WHALE05 ha incontrato una turbolenza di scia in avanti. Subito dopo, l'aereo virò improvvisamente di oltre 90 gradi a sinistra e nel giro di pochi secondi virò di oltre 90 gradi a destra. Il capitano ha attivato gli aerofreni e ha riportato l'aereo in una posizione quasi orizzontale. Durante la sequenza degli eventi, il primo e il secondo motore dell'ala sinistra si sono staccati. Dopo il recupero, sono stati attivati gli allarmi antincendio sui due motori sul lato sinistro. Il capitano ordinò all'operatore della boma di controllare il motore e questi riferì che non c'era stato alcun incendio ma che il motore era caduto. Non molto tempo dopo il decollo, l'aereo rimase con quasi 31.000 galloni di carburante. Inoltre , la presa idraulica, le pompe del carburante e il carrello di atterraggio furono danneggiati dalla caduta dei motori e tutto il carburante fuoriuscì dall'ala sinistra. Per mantenere l'altitudine e la velocità di scarico del carburante effettuato, il capitano ha dichiarato Mayday e ha deciso di tornare a Jeddah. L'aereo è tornato in volo livellato a 16.000 piedi (4.900 m) ed i piloti hanno controllato il funzionamento del dispositivo. Dopo la verifica, il pilota è arrivato all'Aeroporto Internazionale King Abdulaziz un'ora e 15 minuti dopo. Poiché il sistema idraulico era stato danneggiato, l'apertura del carrello di atterraggio è stata eseguita manualmente. Il pilota ha chiesto di atterrare sulla pista 34L perché era la più lunga ed ha effettuato un avvicinamento ILS. L'aereo è atterrato a circa 300 m (1.000 piedi) dal bordo della pista. All'atterraggio, il pilota ha attivato un terzo invertitore di spinta del motore, ma ne ha immediatamente interrotto l'uso a causa delle difficoltà nel controllo direzionale. Nonostante numerosi pneumatici fossero danneggiati, l'aereo si fermò sulla pista.

## Le indagini
In un primo momento, poiché si trattava di un aereo cisterna della Guerra del Golfo, si pensò che fosse intenzionale, anche se ciò non aveva senso con ciò che fu trovato con l'ala e i motori dell'aereo che furono recuperati. Gli inversori di spinta dell'aereo erano a posto, quindi si pensava che questo li avesse rimossi dall'aereo, anche se non era così. L'aereo aveva virato di 110 gradi a destra e poi a sinistra molto rapidamente, si scoprì che un altro KC-135 era a poche miglia di distanza, il che portò alla scoperta che si trattava di una potente turbolenza di scia con molta forza G. Un'ulteriore virata avrebbe, secondo gli investigatori, causato il distaccamento anche dei due motori di destra rendendo così l'aereo come un grande deltaplano. Grazie all'intervento dei piloti e dell'equipaggio è stato evitato un incidente fatale.
Successivamente, il KC-135 fu riparato e ritornò al servizio militare, potendo volare per altri 13 anni. Attualmente è immagazzinato presso il 309º Gruppo di Manutenzione e Rigenerazione Aerospaziale.

## L'incidente nei media
L'incidente è stato descritto nell'episodio 7 della stagione 21 stagione dello show canadese Indagini ad alta quota, intitolato "Missione Letale".

## Incidenti simili
- Volo BOAC 712
- Volo American Airlines 191
- Volo Air India 132
- Volo China Airlines 358
- Volo Trans Air Service 671
- Incidente del Boeing 707 di Tampa Colombia a Miami
- Volo El Al 1862
- Volo Japan Airlines 46E
- Volo Northwest Airlines 18